# Baudouin VII de Flandre
Baudouin VII de Flandre dit Baudouin à la Hache ou Baudouin Hapkin (né vers 1093 - mort en 1119 à Roulers) est le fils du comte Robert II et de Clémence de Bourgogne (née vers 1071 - morte après 1134). Il est comte de Flandre de 1111 à 1119.

## Biographie
En 1110, Baudouin épouse Agnès de Bretagne, fille d'Alain IV de Bretagne et d’Ermengarde d’Anjou, mais ce mariage, par ailleurs annulé par le pape pour consanguinité, resta sans postérité.
En 1118-1119, Henri Ier d'Angleterre doit faire face à une guerre en Normandie, soulèvement soutenue par le roi de France Louis VI le Gros et les princes voisins de la Normandie. Baudoin VII, comte de Flandre, passe la frontière, brûle le village de Talou et s'avance jusqu'à Arques. Baudouin meurt des suites d'une blessure lors du siège de Bures-en-Bray que le roi Henri Ier a fortifié. C'est son cousin Charles le Bon, fils de Knut IV de Danemark et d'Adèle de Flandre, que Baudouin choisit pour lui succéder.
La collégiale Saint-Pierre de Douai est érigée sans doute en 1113 par le comte de Flandre Baudouin VII surnommé à la Hache ; elle a sous sa juridiction l'ensemble des paroisses de la rive droite de la Scarpe.